# Colostygia cenereata
Colostygia cenereata är en fjärilsart som beskrevs av Hörhammer 1951. Colostygia cenereata ingår i släktet Colostygia och familjen mätare. Inga underarter finns listade i Catalogue of Life.